# Ambassade de Guinée-Bissau en Guinée
L'ambassade de Guinée-Bissau en Guinée est la principale représentation diplomatique de la république islamique de Guinée-Bissau en Guinée.

## Liste des ambassadeurs
| N° | Nom et prénoms | Début | Fin |
| -- | -------------- | ----- | --- |
| 01 |                |       |     |
| 02 |                |       |     |